# Валле-Віста (Каліфорнія)
Валле-Віста (англ. Valle Vista) — переписна місцевість (CDP) в США, в окрузі Ріверсайд штату Каліфорнія. Населення — 16 194 особи (2020).

## Географія
Валле-Віста розташований за координатами 33°44′34″ пн. ш. 116°53′24″ зх. д. / 33.74278° пн. ш. 116.89000° зх. д. (33.742879, -116.890083).  За даними Бюро перепису населення США в 2010 році переписна місцевість мала площу 18,33 км², з яких 17,79 км² — суходіл та 0,54 км² — водойми.

### Клімат
| Клімат : Валле-Віста    | Клімат : Валле-Віста | Клімат : Валле-Віста | Клімат : Валле-Віста | Клімат : Валле-Віста | Клімат : Валле-Віста | Клімат : Валле-Віста | Клімат : Валле-Віста | Клімат : Валле-Віста | Клімат : Валле-Віста | Клімат : Валле-Віста | Клімат : Валле-Віста | Клімат : Валле-Віста | Клімат : Валле-Віста |
| Показник                | Січ.                 | Лют.                 | Бер.                 | Квіт.                | Трав.                | Черв.                | Лип.                 | Серп.                | Вер.                 | Жовт.                | Лист.                | Груд.                | Рік                  |
| Абсолютний максимум, °C | 32,8                 | 32,2                 | 37,2                 | 39,4                 | 43,3                 | 43,9                 | 45,6                 | 46,1                 | 44,4                 | 40,0                 | 35,0                 | 32,2                 | 45,6                 |
| Середній максимум, °C   | 20,0                 | 21,1                 | 21,7                 | 25,0                 | 26,7                 | 30,6                 | 33,3                 | 33,9                 | 32,2                 | 28,3                 | 23,3                 | 20,0                 | 23,9                 |
| Середній мінімум, °C    | 5,6                  | 6,1                  | 7,2                  | 8,9                  | 11,1                 | 13,3                 | 15,6                 | 16,1                 | 15,0                 | 11,1                 | 7,2                  | 4,4                  | 7,8                  |
| Абсолютний мінімум, °C  | −12,8                | −7,2                 | −3,3                 | −0,6                 | 2,8                  | 5,0                  | 7,8                  | 6,7                  | 5,6                  | −0,6                 | −4,4                 | −10,6                | −12,8                |
| Норма опадів, мм        | 68                   | 71                   | 49                   | 20                   | 10                   | 2                    | 5                    | 4                    | 8                    | 15                   | 23                   | 44                   | 320                  |
| ----------------------- | -------------------- | -------------------- | -------------------- | -------------------- | -------------------- | -------------------- | -------------------- | -------------------- | -------------------- | -------------------- | -------------------- | -------------------- | -------------------- |
| Джерело:                |                      |                      |                      |                      |                      |                      |                      |                      |                      |                      |                      |                      |                      |

## Демографія
Згідно з переписом 2010 року, у переписній місцевості мешкало 14 578 осіб у 5464 домогосподарствах у складі 3758 родин. Густота населення становила 795 осіб/км².  Було 6112 помешкання (333/км²).
Расовий склад населення:
| - 79,2 % — білих - 3,0 % — чорних або афроамериканців - 1,9 % — азіатів - 1,7 % — корінних американців - 0,3 % — вихідців з тихоокеанських островів - 9,3 % — осіб інших рас |

До двох чи більше рас належало 4,6 %. Частка іспаномовних становила 27,6 % від усіх жителів.
За віковим діапазоном населення розподілялося таким чином: 24,9 % — особи молодші 18 років, 55,7 % — особи у віці 18—64 років, 19,4 % — особи у віці 65 років та старші. Медіана віку мешканця становила 41,4 року. На 100 осіб жіночої статі у переписній місцевості припадало 91,9 чоловіків;  на 100 жінок у віці від 18 років та старших — 90,7 чоловіків також старших 18 років.
Середній дохід на одне домашнє господарство  становив 59 010 доларів США (медіана — 40 813), а середній дохід на одну сім'ю — 65 406 доларів (медіана — 47 283). Медіана доходів становила 47 656 доларів для чоловіків та 42 597 доларів для жінок. За межею бідності перебувало 23,2 % осіб, у тому числі 35,5 % дітей у віці до 18 років та 11,3 % осіб у віці 65 років та старших.
Цивільне працевлаштоване населення становило 5493 особи. Основні галузі зайнятості: освіта, охорона здоров'я та соціальна допомога — 27,4 %, роздрібна торгівля — 12,8 %, фінанси, страхування та нерухомість — 9,6 %, мистецтво, розваги та відпочинок — 9,5 %.